# Karl Günther Barth
Karl Günther Barth (* 1948) war von 2001 bis 2013 Lokalchef und 1. stellvertretender Chefredakteur des zur Axel Springer AG gehörenden Hamburger Abendblatts.

## Leben
Karl Günther Barth studierte Germanistik, Philosophie und evangelische Theologie. 1971 wurde er Journalist bei einer nordrhein-westfälischen Tageszeitung. Später war er als Pressesprecher der Gewerkschaft der Polizei (GdP) und im Düsseldorfer Büro der Deutschen Presseagentur tätig. Von Februar 1980 bis 1989 war Barth Redakteur und seit April 1980 Landesbüroleiter im Düsseldorfer und Bonner Büro der Zeitschrift Stern (Gruner + Jahr). Im Juli 1989 veröffentlichte Barth das Buch Waffenschmiede Deutschland. Das Bombengeschäft. Danach wurde er stellvertretender Chefredakteur des Express, um 1994 als Autor erneut zum Stern zurückzukehren. Vom 15. März 1998 bis zum 31. Mai 2001 war er stellvertretender Chefredakteur der zum Springer-Verlag gehörenden Bild. Im Anschluss an eine kurze Auszeit trat Barth im Juli 2001 die Nachfolger des zum Chefredakteur aufgestiegenen Menso Heyl als Lokalchef und stellvertretender Chefredakteur des ebenfalls zum Springer-Verlag gehörenden Hamburger Abendblatts an. Parallel moderierte er beim Fernsehsender Hamburg 1 die Sendung Hamburger Presserunde.
2006 erregte die Tatsache, dass Barth vom Journalisten Wilhelm Dietl im Auftrag des Bundesnachrichtendienstes bespitzelt wurde, große Aufmerksamkeit.